# 이고리 디베예프
이고리 세르게예비치 디베예프(러시아어: Игорь Сергеевич Дивеев, 1999년 9월 27일 ~ )는 러시아의 축구 선수로, CSKA 모스크바와 러시아 국가대표팀에서 센터백으로 활약하고 있다.

## 구단 경력
디베예프는 2018년 8월 26일, 제니트 상트페테르부르크와의 경기에서 FC 우파 소속으로 러시아 프리미어리그에 데뷔했다.
2019년 2월 22일, 디베예프는 2018-19년 시즌이 끝날 때까지 CSKA 모스크바에 임대로 합류했으며, 2019년 여름에 영구 이적 옵션이 부여되었다. 2019년 5월 31일, CSKA 모스크바는 디베예프의 임대 계약을 영구화할 수 있는 옵션을 행사했다고 발표하며 그를 5년 계약에 서명시켰다.
2023년 6월 9일, 디베예프는 CSKA와의 계약을 2028년까지 연장했다.

## 국가대표팀 경력
2020년 11월, 그는 몰도바, 튀르키예, 세르비아와의 경기에서 처음으로 러시아 국가대표팀에 소집되었다. 그는 2020년 11월 12일, 몰도바와의 친선 경기에서 데뷔 전을 치렀다. 그는 2020년 11월 18일, 세르비아와의 네이션스리그 경기에서 경쟁적으로 데뷔했으며, 전반전에 러시아에 4골을 허용했고, 후반전에 디베예프가 교체되었다. 경기 후 그는 뇌진탕과 코뼈 골절 진단을 받았지만 경기장에 남아있었다.
2021년 5월 11일, 그는 UEFA 유로 2020 예비 연장 30인 명단에 포함되었다. 2021년 6월 2일, 그는 최종 명단에 포함되었다. 6월 12일, 벨기에와의 러시아 개막전에서는 러시아가 0-3으로 패하면서 후반전에 교체 선수로 출전했다. 그는 6월 16일, 핀란드와의 두 번째 경기에서 선발 출전하여 풀타임을 소화하며 1-0 승리를 거두었다. 그는 6월 21일, 덴마크와의 마지막 조별 리그 경기에서도 풀타임을 소화하며 러시아가 1-4로 패하고 탈락했다.
그는 2021년 10월 11일, 슬로베니아와의 2022년 FIFA 월드컵 예선 경기에서 첫 국제 경기 골을 기록했다.